# Hippocampus zebra
Hippocampus zebra é uma espécie de peixe da família Syngnathidae.
É endémica da Austrália.